# Insurrecció de Jeju
L'aixecament de Jeju o la insurrecció de Jeju, conegut a Corea del Sud com l'incident del 3 d'abril de Jeju (en coreà: 제주 4-3 사건), va ser un aixecament que va tenir lloc a l'illa de Jeju entre abril de 1948 i maig de 1949.
Els habitants de Jeju que s'oposaven a la divisió de Corea havien protestat i estaven en vaga general des de 1947 contra les eleccions programades per la Comissió Temporal de les Nacions Unides per a Corea (UNTCOK) que se celebrarien només en el territori controlat pel Govern Militar de l'Exèrcit dels Estats Units a Corea. El Partit dels Treballadors de Corea del Sud i els seus partidaris van llançar una insurrecció l’abril de 1948, atacant a la policia, i els membres de la Lliga de la Joventut del Nord-oest destacats a Jeju es van mobilitzar per a reprimir violentament les protestes. La Primera República de Corea, sota el comandament del president Syngman Rhee, va intensificar la repressió de l'aixecament a partir d'agost de 1948, declarant la llei marcial al novembre i començant una "campanya d'erradicació" contra les forces rebels en les zones rurals de Jeju el març de 1949, derrotant-les en dos mesos. Molts veterans rebels i presumptes simpatitzants van ser posteriorment assassinats en esclatar la Guerra de Corea el juny de 1950, i l'existència de l'aixecament de Jeju va ser oficialment censurada i reprimida a Corea del Sud durant diverses dècades.
L'aixecament de Jeju va destacar per la seva extrema violència; entre 14.000 i 30.000 persones (el 10% de la població de Jeju) van ser assassinades, i 40.000 van fugir al Japó. Tots dos bàndols van cometre atrocitats i crims de guerra, però els historiadors han assenyalat que els mètodes utilitzats pel govern sud-coreà per a reprimir als manifestants i rebels van ser especialment cruels, i la violència contra els civils per part de les forces progovernamentals va contribuir a la rebel·lió de Yeosu-Suncheon a Jeollanam-do durant el conflicte. Alguns historiadors i estudiosos, com l'historiador militar Allan R. Millett, consideren l'aixecament de Jeju com l'autèntic començament de la Guerra de Corea.
En 2006, gairebé 60 anys després de l'aixecament de Jeju, el govern sud-coreà es va disculpar pel seu paper en les matances i va prometre reparacions. En 2019, la policia i el ministeri de defensa sud-coreans es van disculpar per primera vegada per les massacres.